# Bedřich Václavek
Bedřich Václavek (10. ledna 1897 Čáslavice – 5. března 1943 Osvětim) byl český marxistický estetik, literární teoretik a kritik. Jako člen Devětsilu byl stoupenec poetismu. Rozpracoval směr socialistického realismu.

## Biografie

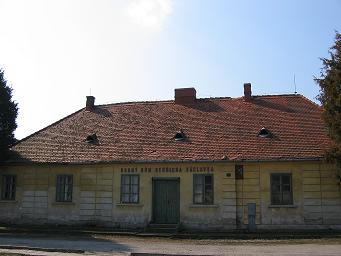
Rodný dům Bedřicha Václavka

Bedřich Václavek se narodil 10. ledna 1897 v čáslavické myslivně. Pocházel z chudé rodiny. Gymnázium vystudoval v Třebíči. Poté studoval germanistiku a bohemistiku na Filozofické fakultě Karlovy Univerzity v Praze. Jeho učiteli byly přední osobnosti české literární vědy a folkloristiky: Zdeněk Nejedlý, Otokar Fischer, Čeněk Zíbrt a další. Po ročním studiu na univerzitě v Berlíně působil krátce v Brně jako středoškolský profesor a potom po většinu svých tvůrčích let jako knihovník Zemské a univerzitní knihovny v Brně a Studijní knihovny v Olomouci.
Soustavně byl veřejně činný. Byl nejvýznamnějším představitelem levice v literární vědě. Ve dvacátých letech byl členem avantgardy sdružené v Devětsilu. Ve 30. letech působil v Levé frontě. Za okupace se zapojil do protifašistického odboje, byl zatčen, převezen do koncentračního tábora v Osvětimi a 5. března 1943 pravděpodobně usmrcen injekcí.

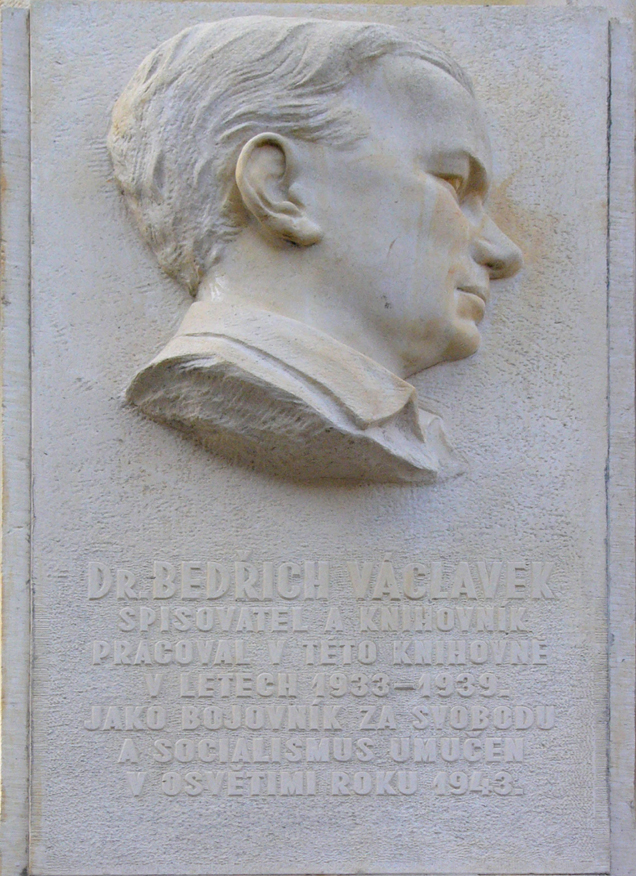
Detail pamětní desky na budově Vědecké knihovny v Olomouci

Dnes je po něm pojmenována jedna z kolejí Univerzity Palackého v Olomouci a ulice ve Frýdku-Místku, v Ostravě, Praze-Dejvicích, Slaném, Šumperku, Třebíči a Brně-Židenicích.
První Václavkovou knihou je soubor statí o jeho současnících Od umění k tvorbě (1928). Další byla historická monografie Poezie v rozpacích (1930). Třetí nejdůležitější knihou byla Česká literatura 20. století (1935). Jeho dílu projevila úctu Filozofická fakulta MU v Brně, která ho posmrtně jmenovala docentem pro obor novější české literatury. 
Působil jako marxistický literární vědec a estetik, věnoval se také folkloristice a lidové slovesnosti.
Jeho manželkou byla literární historička PhDr. Jaroslava Václavková (1905–1978), rozená Nickmannová.

## Výběr z díla
- Od umění k tvorbě (1928)
- Poesie v rozpacích (1930)
- Česká literatura 20. století (1935)
- Listy mládí